# Batalla del mar de Sibuyan
La batalla del mar de Sibuyán tuvo lugar el 24 de octubre de 1944 y fue la primera de las cuatro grandes batallas interrelacionadas en lo que se conocería posteriormente como la batalla del golfo de Leyte, la cual fue disputada alrededor de su isla homónima en Filipinas, siendo esta la batalla naval más grande de la historia, disputada entre el Imperio del Japón y los Aliados durante la Segunda Guerra Mundial.

## Preludio
Entre diciembre de 1941 y mayo de 1942, Japón había invadido las Filipinas en búsqueda de materias primas y bases de suministro a fin de seguir dándole curso a su plan de expandir su Imperio. Sin embargo, el 7 de agosto de 1942, los Estados Unidos habían comenzado la ofensiva militar contra Japón en el océano Pacífico para liberar las islas que habían sido tomadas por el Imperio japonés. 
Saltando de isla en isla, en octubre de 1944 ya habían recuperado las islas Salomón, Gilbert, Marianas y Marshall.

## El plan japonésShō-gō 1
El alto mando japonés preveía que las fuerzas estadounidenses desembarcarían en Filipinas o en islas cercanas, por lo que era importante rechazar la invasión norteamericana. Conscientes de haber perdido la superioridad aérea por las irrecuperables pérdidas de cuatro portaaviones en la batalla de Midway en junio de 1942, y por la entrada en escena de los nuevos portaaviones de la clase Essex que alcanzaban una velocidad de 33 nudos (60 km/h) y transportaban aproximadamente 100 aviones, también contaban con una notable desventaja tecnológica por parte de los Mitsubishi A6M Zero ante el nuevo caza Grumman F6F Hellcat estadounidense, sumado a su incapacidad para entrenar nuevos pilotos debido a las limitaciones de combustible y a su clara desventaja de territorio en el Pacífico Central, pues habían perdido varias de sus bases en las islas Salomón y las islas Marianas del Norte. 

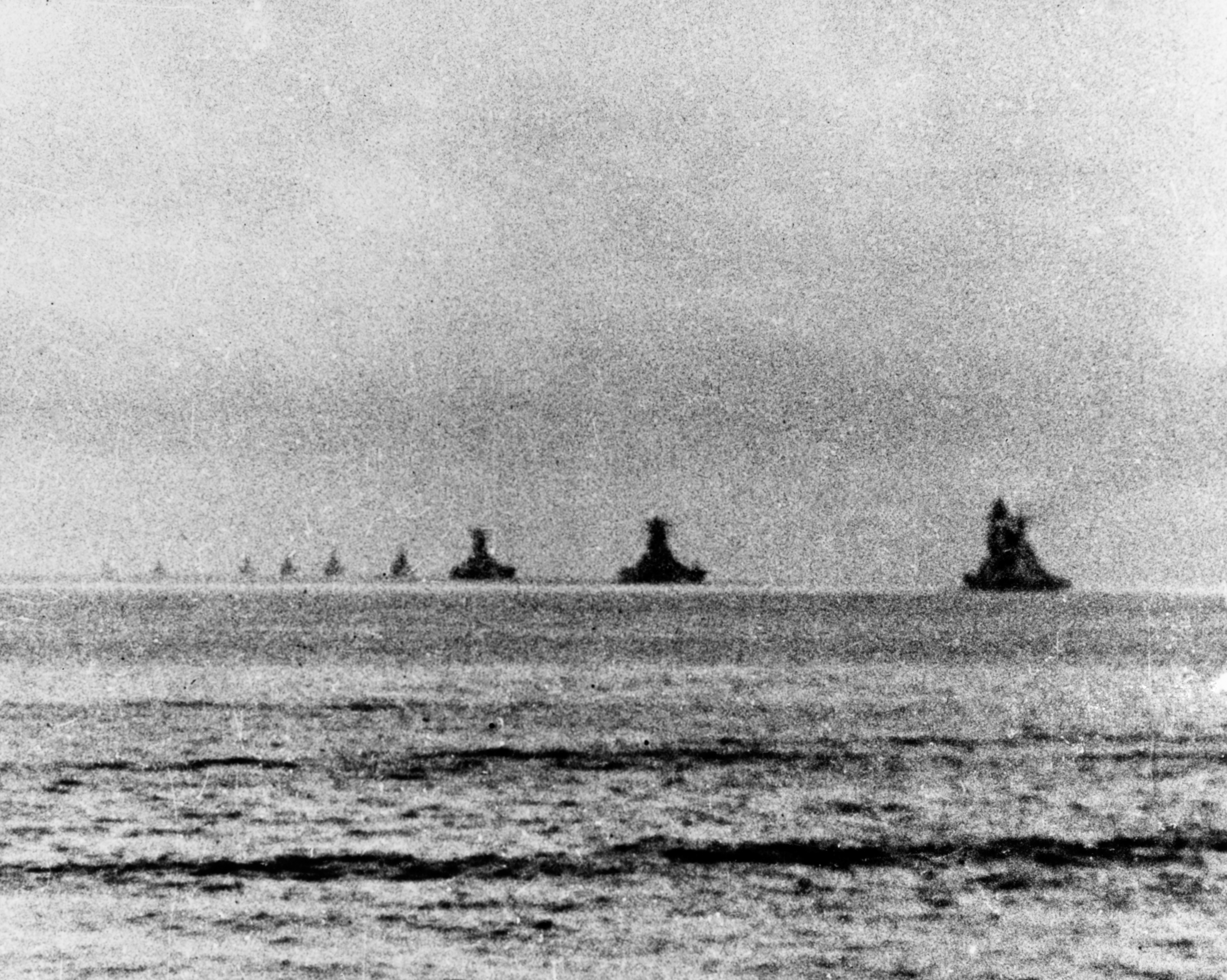
La "Fuerza Central" del vicealmirante Takeo Kurita abandona Brunéi.

A pesar de esto Japón ideó el plan Shō-gō 1 (Victoria) que constaba de cuatro etapas combinadas que consistían en atacar las principales islas dominadas por los estadounidenses, infligir graves daños a su poderosa flota, y cortar drásticamente el suministro de combustible y provisiones. La operación contaría con todo el poderío naval y aéreo nipón, que aún era temible y no dejaba de ser un adversario letal para los Aliados.
El 20 de octubre, después de tres días de exhaustivo bombardeo aéreo y naval, las fuerzas anfibias estadounidenses bajo el mando del general Douglas MacArthur, invadieron la isla de Leyte tal como habían previsto los japoneses, quienes dos días después pusieron en marcha su plan partiendo desde Brunéi, dividiendo sus fuerzas en dos frentes: Norte y Sur. La escuadra norte, al mando del vicealmirante Takeo Kurita, fue asignada como "Fuerza Central", ya que concentraba el mayor poder de fuego y tomaría rumbo hacia el estrecho de San Bernardino, mientras que la "Fuerza Secundaria", comandada por el vicealmirante Shōji Nishimura, debía dirigirse al estrecho de Surigao para converger ambas en el clásico "movimiento de pinza" sobre las cabezas de playa norteamericanas en el golfo de Leyte.
La "Fuerza Central" estaba compuesta por cinco acorazados (Yamato, Musashi, Nagato, Kongō y Haruna), diez cruceros pesados (Atago, Maya, Takao, Chōkai, Myōkō, Haguro, Kumano, Suzuya, Tone y Chikuma), dos cruceros ligeros (Noshiro y Yahagi) y quince destructores.

## La batalla

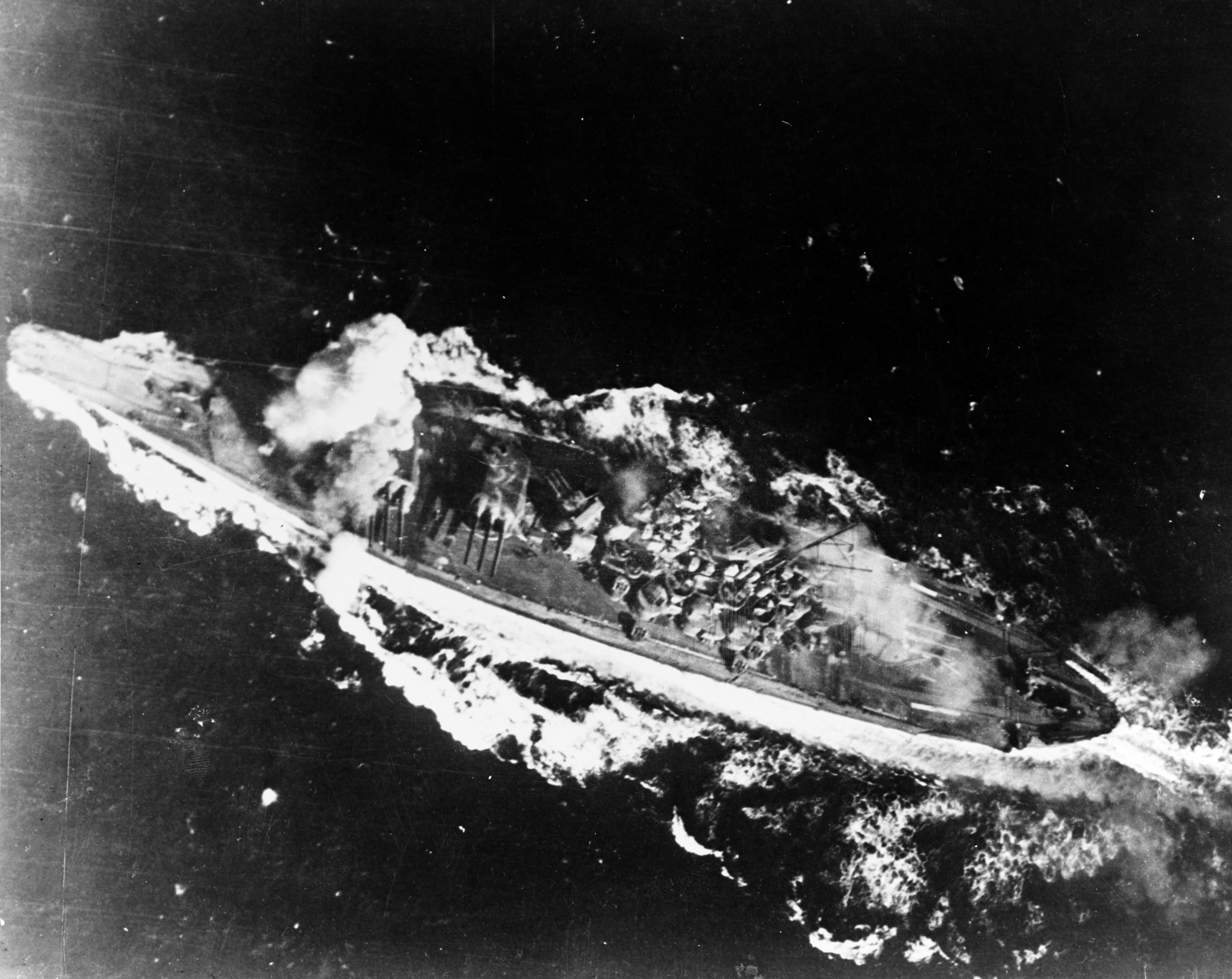
Una bomba impacta sobre la proa del Yamato.

A las 08:00 horas, las fuerzas de Kurita fueron avistadas por aviones de reconocimiento y posteriormente atacadas por una escuadrilla compuesta por cazas Grumman F6F Hellcat y bombarderos Curtiss SB2C Helldiver, que habían despegado desde el portaaviones USS Enterprise, buque insignia de la Tercera Flota del almirante William F. Halsey. A pesar de su gran potencial, la flota estadounidense no se encontraba bien posicionada para el combate y solo contaba con el 60 % de su fuerza aérea para enfrentarse a la amenaza nipona, por lo que no lograron causar grandes daños a los buques japoneses durante la primera oleada de ataques.
El vicealmirante Takijirō Ōnishi ordenó inmediatamente tres oleadas de ataques de aviones de la 1.ª Flota Aérea con base en Luzón contra los portaaviones estadounidenses para contrarrestar los constantes ataques aéreos. Cada una de las oleadas del ataque de Ōnishi estuvo integrada por entre 50 y 60 aviones compuestos por cazas Mitsubishi A6M Zero y bombarderos Yokosuka D4Y. La mayor parte de los aviones japoneses fueron interceptados y derribados por los cazas de la patrulla aérea de combate del USS Essex, lideradas por el piloto y comandante David McCampbell (quien se distinguió por haber sumado nueve derribos en esta acción). Sin embargo, un bombardero nipón logró atravesar las defensas estadounidenses y a las 09:38 alcanzó al portaaviones ligero USS Princeton con una bomba perforadora de blindaje de 250 kg, la cual impactó entre los ascensores, atravesando la cubierta de vuelo y el hangar, causando graves incendios en los depósitos de combustible y munición. Las medidas antiincendio del buque fueron infructuosas y el fuego se extendió rápidamente. Otros buques llegaron a continuación para proporcionar asistencia —los cruceros ligeros USS Birmingham y Reno, junto a los destructores USS Irwin y Morrison—.

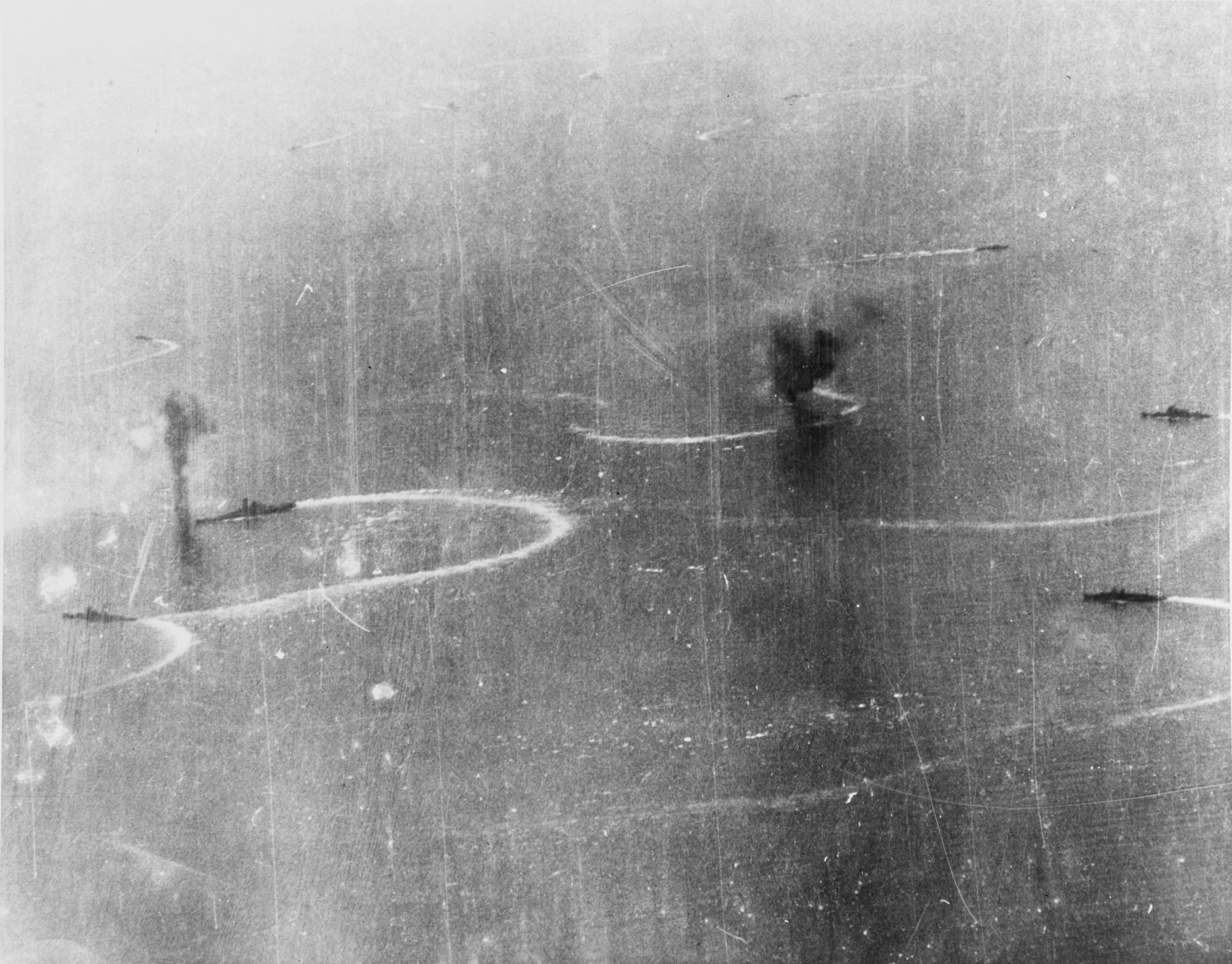
La "Fuerza Central" bajo ataque aéreo.

Sobre las 10:30 horas, aviones de los portaaviones USS Intrepid y USS Cabot lanzaron la segunda oleada de ataques aéreos contra la "Fuerza Central", alcanzando a los acorazados Nagato, Musashi y Yamato, aunque estos resistieron los impactos sin inmutarse y mantuvieron la velocidad, dañando solamente al crucero pesado Myōkō, el cual abandonó el combate. Entonces Kurita ordenó a toda la flota salir del alcance de las aeronaves aunque un tercer ataque llegó poco después. El Musashi, que ya tenía problemas para avanzar, volvió a recibir otros tantos impactos. Halsey, quien creía que la fuerza de Kurita se batía en retirada, puso ahora la mirada en la fuerza de portaaviones del vicealmirante Jisaburō Ozawa, la cual era una flota cebo.
Los dos ataques finales se concentraron principalmente en el propio Musashi, que recibió diez impactos entre bombas y torpedos, dejando el puente de mando destrozado y haciendo que empiece a hundirse por la proa y a escorarse a babor. Además, su sistema antiaéreo empezó a fallar y solo podía avanzar a una velocidad máxima de 15 nudos (28 km/h), por lo que Kurita ordenó al comandante del Musashi, el contraalmirante Toshihira Inoguchi, que iniciara la retirada del combate.

¡Con confianza en la guía celestial, atacarán todas las fuerzas!
Soemu Toyoda, comandante en jefe de la Flota Combinada

Con la "Fuerza Central" reagrupada y con órdenes de seguir adelante con la operación, Kurita volvió a intentar penetrar por el estrecho de San Bernardino a las 17:14 horas. Esta vez sin presencia de aviones estadounidenses, la fuerza de Kurita atravesó el estrecho rumbo al golfo de Leyte a las 23:30, donde al día siguiente tendría lugar la batalla de Samar.

### ElPrincetonexplota

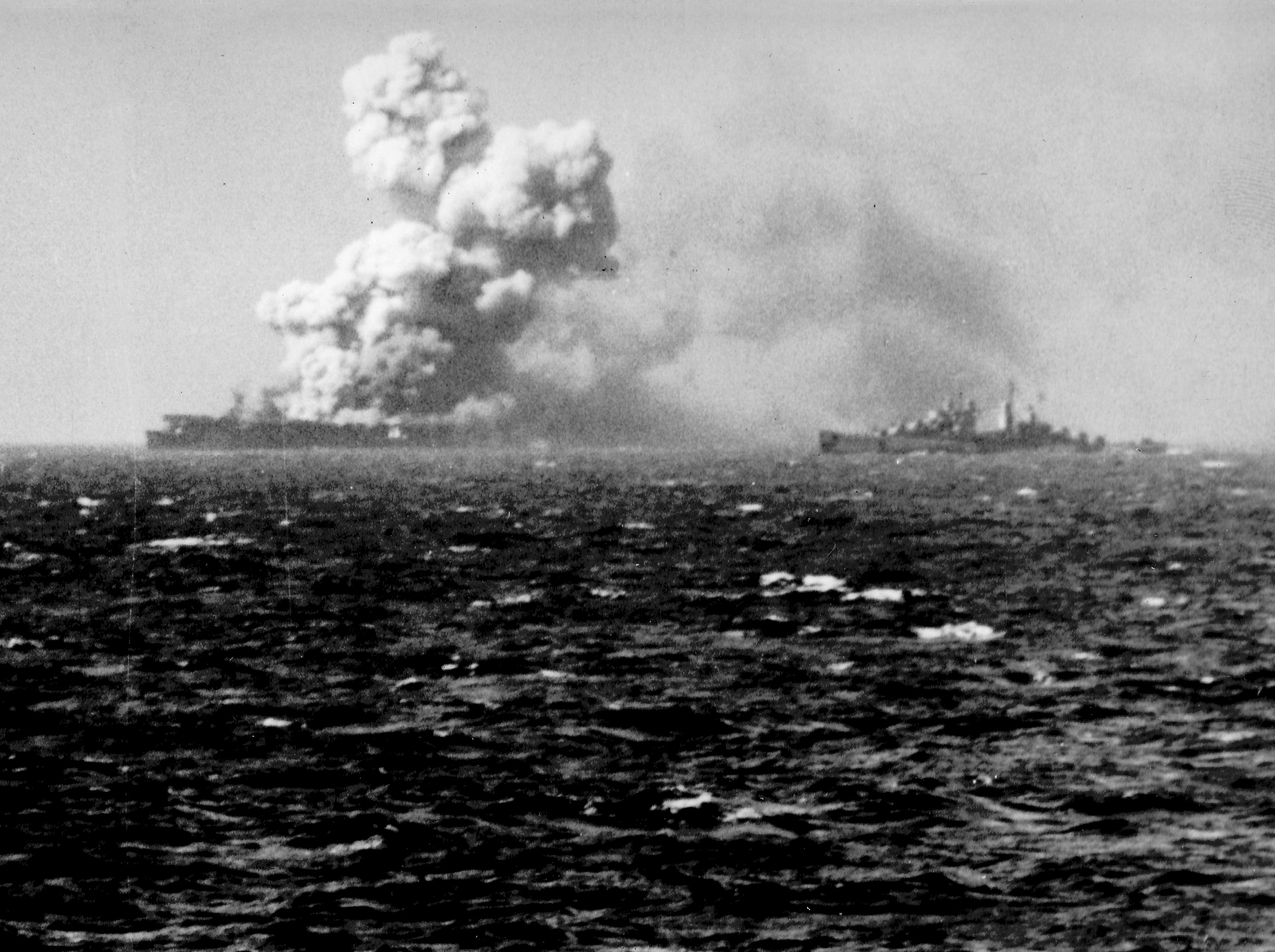
15:23; el USS Princeton explota.

A las 15:23, una segunda y mayor explosión sacudió al USS Princeton, causada por la detonación de una o más bombas en el almacén de municiones. La explosión causó gran cantidad de muertos y heridos, además de dañar a todos los buques que acudieron a socorrerle —el USS Birmingham es el que recibe mayor castigo—. A las 16:00 horas el fuego estaba fuera de control, por lo que los sobrevivientes fueron evacuados, y poco después de las 17:06, el también maltrecho USS Irwin comenzó a disparar sus torpedos contra el casco ardiente del buque. Sin embargo, abandonó este esfuerzo debido al mal funcionamiento de sus torpedos por lo que fue relevado por el USS Reno, quien finalizó el hundimiento del maltrecho portaaviones a las 17:50. En total, el desastre se saldó con 108 muertos; a su vez, el USS Birmingham perdió 233 hombres y 426 desaparecidos.

### El final delMusashi

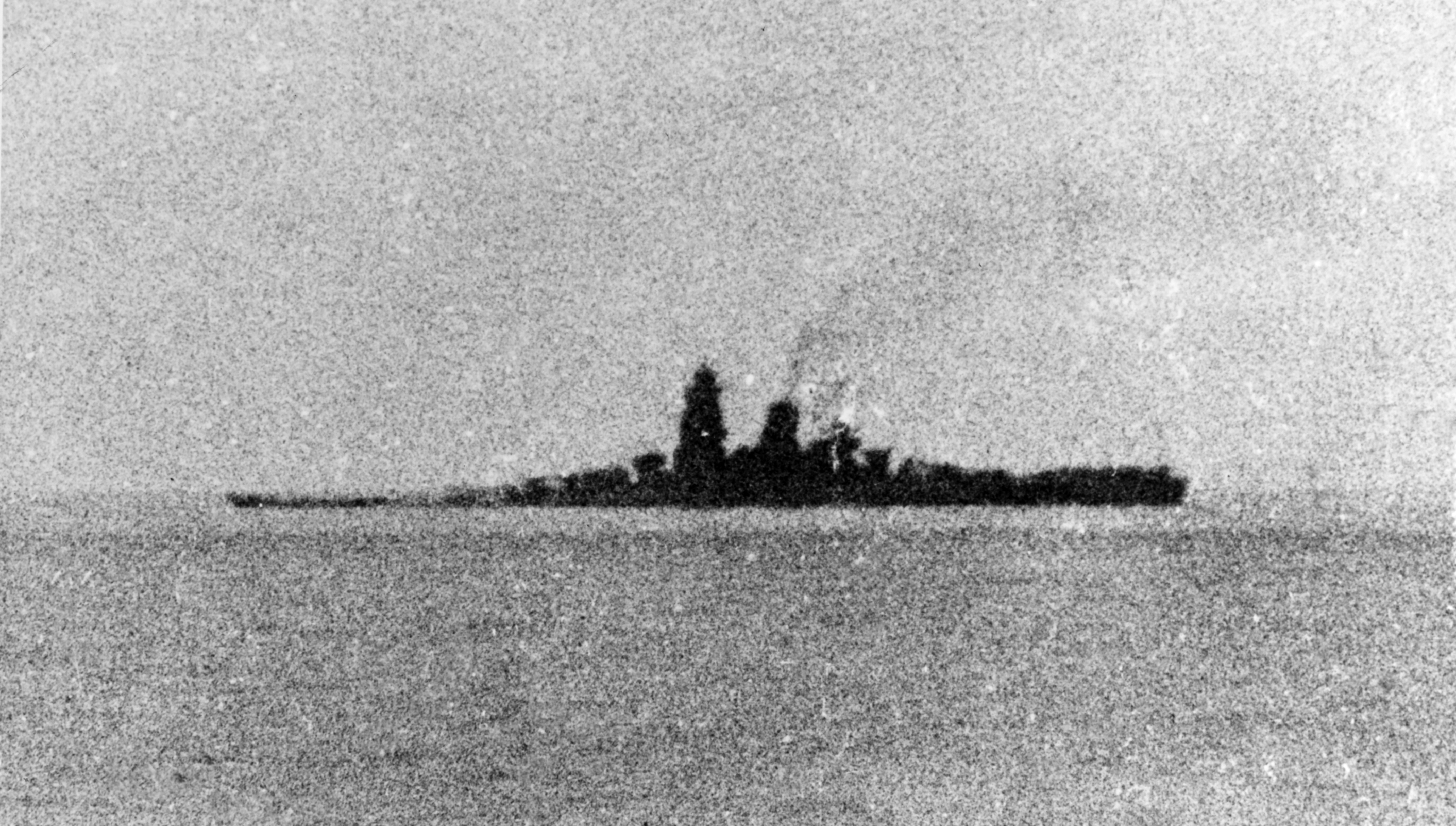
El Musashi con su proa sumergida y escorado a babor.

Maltrecho y retirado del combate junto a la escolta del crucero pesado Tone y los destructores Kiyoshimo y Hamakaze, el Musashi intentó llegar a duras penas a una isla cercana para encallar. Todos los hombres que no tienen una tarea encomendada y los heridos fueron enviados a estribor para contrarrestar la escora. Se ordenó soltar el ancla principal y los víveres junto a la carga se cargaron en el costado de estribor.
A las 19:15 horas, con la proa hundida 8 m y escorado a babor, el acorazado se detuvo. Entonces el contraalmirante Toshihira Inoguchi dio orden a la tripulación de prepararse para abandonar la nave, y el capitán Kenkichi Katō los reunió en la popa. Quince minutos después, a las 19:30 horas, el Musashi comenzó a hundirse volteándose; Katō dio la orden de abandonar el barco y retirar el retrato del Emperador. Seis minutos después, el Musashi se hundió junto a 1023 hombres de una tripulación de 2399, tras el severo castigo de 17 bombas y 19 torpedos. Los 1376 supervivientes fueron rescatados, la mitad fueron evacuados a Japón y el resto tomó parte en la defensa de las Filipinas.

## Consecuencias
En total, la Tercera Flota estadounidense realizó veinticinco incursiones contra la "Fuerza Central". Estos ataques no fueron suficientes para neutralizar la amenaza de Kurita. Por otra parte, una gran proporción del ataque del mar de Sibuyán fue dirigida contra un solo barco, el Musashi. Este gran acorazado fue hundido, y el crucero pesado Myōkō también fue paralizado por un torpedo; sin embargo, todos los demás barcos en la fuerza de Kurita seguían siendo dignos de batalla y capaces de avanzar.
Como resultado de una decisión trascendental a punto de ser tomada por el almirante Halsey, Kurita pudo pasar por el estrecho de San Bernardino durante la noche, para hacer una aparición inesperada y dramática en la costa de Samar a la mañana siguiente.